# La Jamais Contente
La Jamais Contente  (фр. Завжди незадоволена)  став першим автомобілем, який розігнався понад 100 км/год. Це електромобіль з легкосплавним псевдообтічним корпусом.

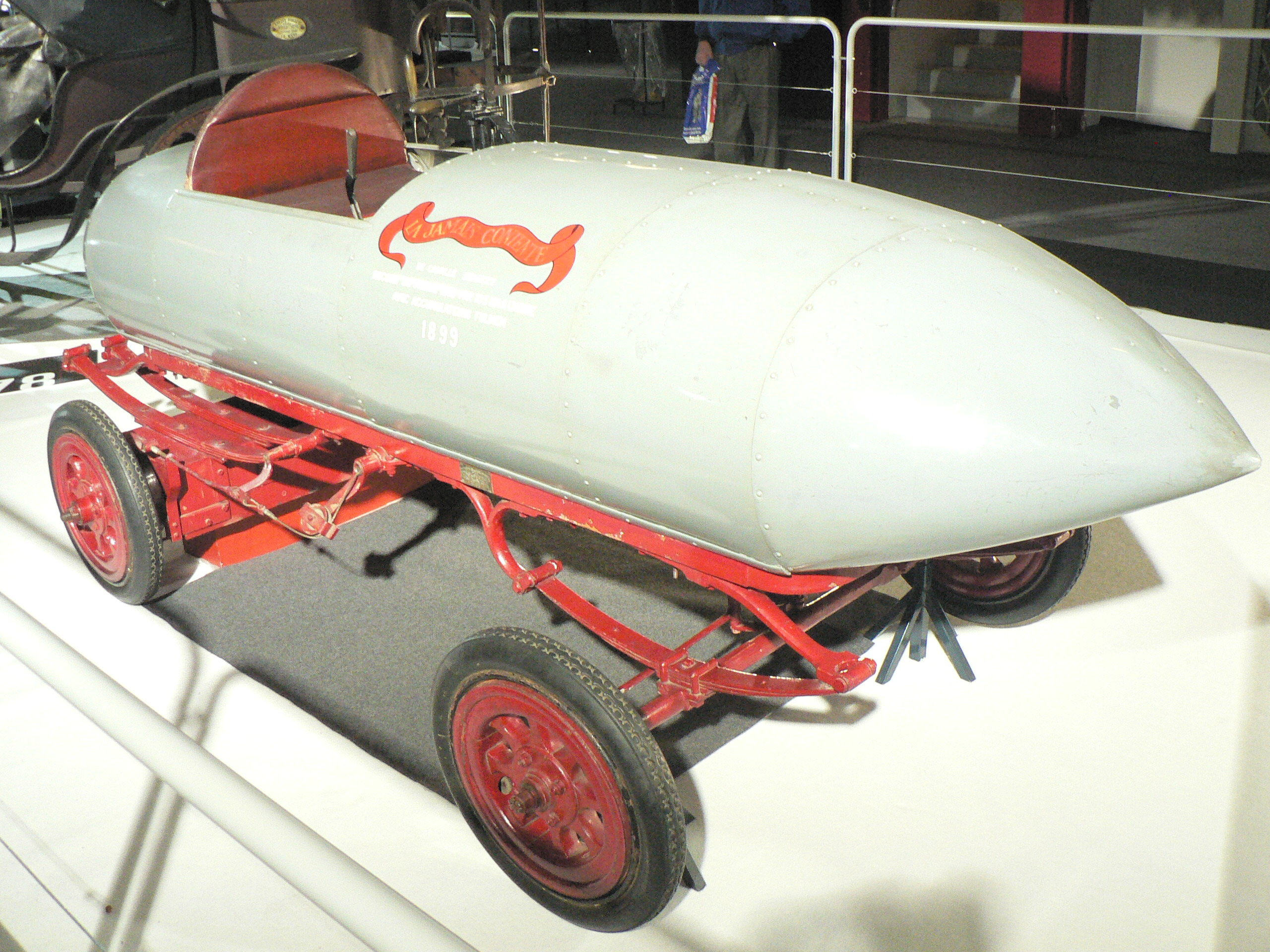
«La Jamais Contente в Національному музеї міста Комп'єнь, Франція»

## Пілот
Пілот, бельгієць Каміль Женатці, був сином Константа Женатці — виробника гумових шин, які на той час були новинкою. Каміль здобув освіту інженера і зацікавився автомобілями з електроприводом. 

## Історія появи
Женатці, який бажав зайняти нішу на багатообіцяючому паризькому ринку електричних екіпажів, запустив фабрику, яка повинна була серійно виробляти велику кількість електричних екіпажів і вантажівок. Він люто сперечався з іншим виробником, Jeantaud, з'ясовуючи, хто ж з них робить більш швидкі автомобілі. Щоб впевнити в тріумфі його компанії, Женатці побудував прототип у формі кулі зі сплаву «партініуму» (листовий алюміній, легованого вольфраму  і магнію).

## Конструкція
Кузов автомобіля відкритий, типу «торпедо», аеродинамічної форми, встановлений на раму. Високе розташування водія і відкрите шасі знизу кузова сильно псували аеродинаміку  . Автомобіль приводився в рух від двох електродвигунів прямого приводу Postel-Vinay загальною потужністю 50 кВт (67 к.с.) , змонтованих в задній частині кузова. Максимальна швидкість обертання 900 об/хв. Акумуляторні батареї розташовані на шасі усередині кузова і на задній осі. Максимальна сила струму 250 А при напрузі 200 В. На автомобілі використовувалися шини фірми Michelin. Маса в спорядженому стані 1450 кг. 
За винятком керма, педалі, яка контролювала прискорення та ручного гальма, автомобіль не було обладнано іншими елементами керування.

## Рекорд швидкості
Згідно з різними джерелами, рекорд швидкості по суші був встановлений 29 квітня або 1 травня 1899 в Ашері під Парижем, Франція. Женатці досягнув швидкості 105, 882 км/год (65,792 миль/год), побивши попередній рекорд графа Гастона де Шасслу-Лоба, який становив 92,78 км/год (57,65 миль/год) і який було встановлено 4 березня 1899. 
Незабаром бензиновий двигун внутрішнього згоряння витіснив електромобілі з ринку на ціле століття. 
Автомобіль знаходиться в музеї в Комп'єні.